# Финч-билдинг (Скрантон, Пенсильвания)
Финч-билдинг (англ. The Finch Building) ― один из памятников архитектуры в городе Скрантон, штат Пенсильвания, США. Представляет собой каменное здание в стиле неоренессанса, построенное в 1899 году по проекту архитектора Уильяма Скотта-Коллинза.

## История и описание
Здание получило своё название от промышленного объединения под названием «Производственная компания Финча» (Finch Manufacturing Company) ― компания занималась производством готовых изделий из стали, в первую очередь ― крышек канализационных люков. На протяжении почти всей последней четверти главный офис компании располагался в Скрантоне. Сначала, однако, в здании размещалась Международная заочная школа, которая предлагала учебные занятия по почте для многих шахтёров, которые проживали в северо-восточной части штата Пенсильвания. Школа, основанная в 1894 году, быстро переросла свои офисы в соседнем здании угольной биржи и её руководством было принято решение о переезде в новое здание. Позже здесь располагался офис Угольной компании Гудзона (Hudson Coal Company).
В 1976 году Финч-билдинг был включён в Национальный реестр исторических мест США. Позднее здание было переоборудовано в жилой дом и ныне известно под названием Финч-тауэрс (Finch Towers).